# Анисимово (Михайловский сельсовет)
Анисимово — упразднённая деревня в Антроповском районе Костромской области России.

## География
Урочище находится в южной части Костромской области, в подзоне южной тайги, на левом берегу реки Пороньжи, на расстоянии приблизительно 55 километров (по прямой) к юго-западу от посёлка Антропово, административного центра района. Абсолютная высота — 139 метров над уровнем моря.

### Климат
Климат характеризуется как умеренно континентальный, с продолжительной холодной многоснежной зимой и коротким сравнительно тёплым летом. Среднегодовая температура воздуха — 2,5 °C. Средняя температура воздуха самого холодного месяца (января) — −12,6 °C (абсолютный минимум — −38 °C); самого тёплого месяца (июля) — 18,2 °C (абсолютный максимум — 36 °С). Годовое количество атмосферных осадков — 500—550 мм, из которых большая часть выпадает в тёплый период.

## История
В 1907 году в деревне, относившейся к Чудской волости Макарьевского уезда Костромской губернии, имелось 4 двора и проживало 27 человек.
Упразднена не позднее 1981 года.